# Rue Saint-Gilles (Paris)
Pour les articles homonymes, voir Rue Saint-Gilles.
La rue Saint-Gilles se situe dans le quartier du Marais au nord de la place des Vosges à Paris (3e arrondissement).

## Situation et accès
Ce site est desservi par la station de métro Chemin Vert.

## Origine du nom
Cette rue doit son nom à une statue de saint Gilles placée à son extrémité orientale.

## Historique
Indiquée comme ouverte en 1640, à la limite nord de l'ancien parc de l'hôtel des Tournelles et au sud du clos Margot (également partie du domaine des religieuses Saint-Gervais lotie en 1637 à l'est de l'actuelle rue de Turenne), elle figure bordée de constructions sur le plan de Paris Mérian de 1615. Elle est, par ailleurs, citée sous le nom de « rue Neuve-Saint-Gilles » dans un manuscrit de 1636.

## Bâtiments remarquables et lieux de mémoire
- No 10 : maison louée à la comtesse de La Motte (1756-1791), l'héroïne de l'affaire du collier de la reine. Elle y habita jusqu'au jugement qui mit, du moins provisoirement, un terme à ses aventures. Il fut rendu le 31 mars 1786 à neuf heures du soir, après une dernière séance de dix-huit heures. La dame de la Motte fut condamnée à avoir les deux épaules marquées au fer rouge de la lettre « V » pour voleuse, d'avoir la tête rasée par la main du bourreau, et à être enfermée en habit de pénitence, pour le reste de ses jours, à la maison de correction de la Salpétrière[1]. Elle s'en évada en juin 1787 et trouva refuge en Angleterre.

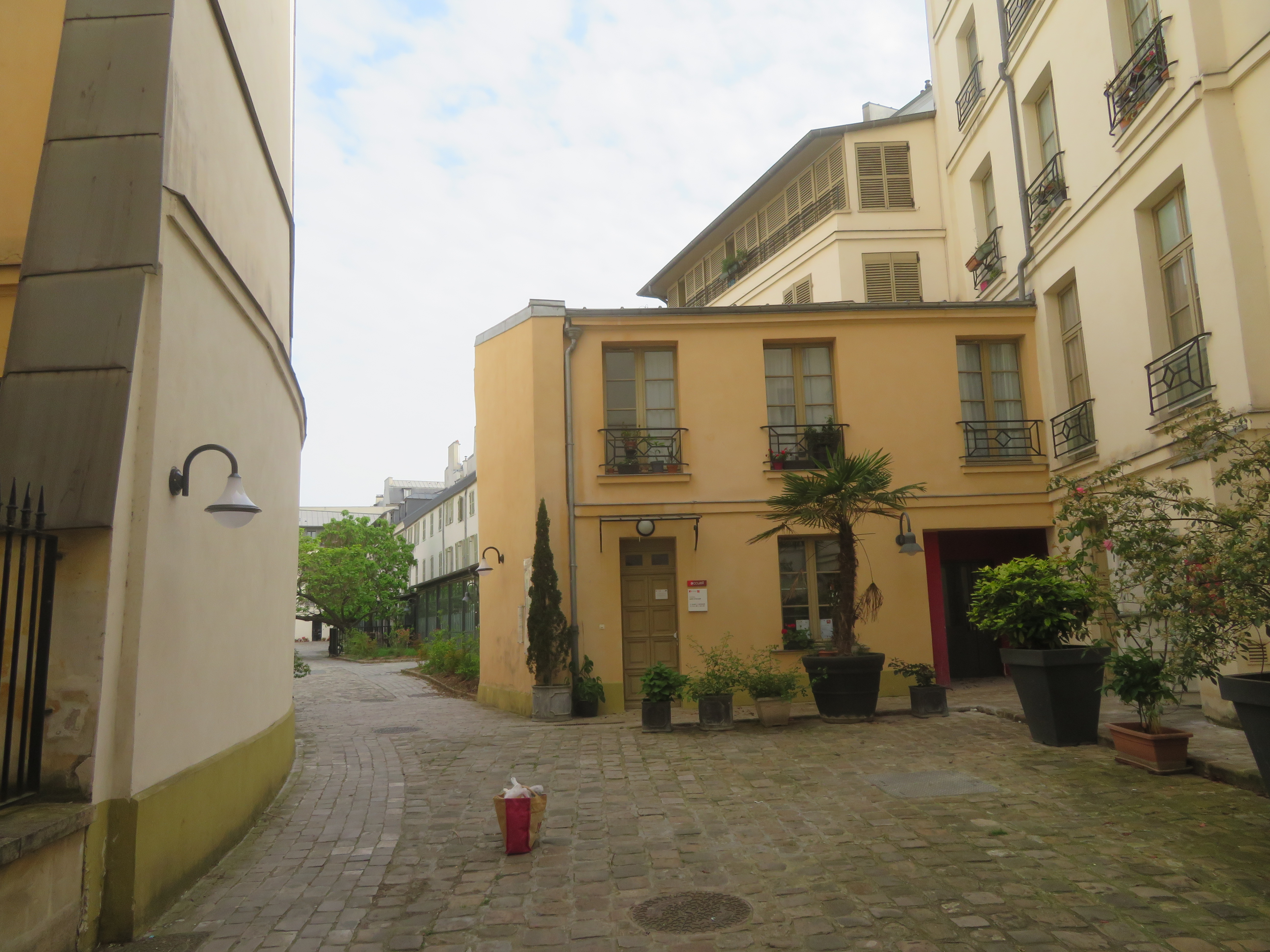
Emplacement de l'ancien hôtel de Venise rue Saint-Gilles

- No 12 : entrée du vaste domaine de l'hôtel de Venise qui s'étendait à l'arrière des nos 8 à 16 acquis par le chancelier Boucherat dont sa fille hérite en 1698. Cette demeure est détruite en 1804 pour construire au bord d'une cour des bâtiments artisanaux et industriels actuellement logements[2].
- No 22 : hôtel Delisle-Mansart  Inscrit MH (1925), où la bijouterie Savard-Fix a ses ateliers vers 1849-1870.
- Accès au jardin Arnaud-Beltrame.

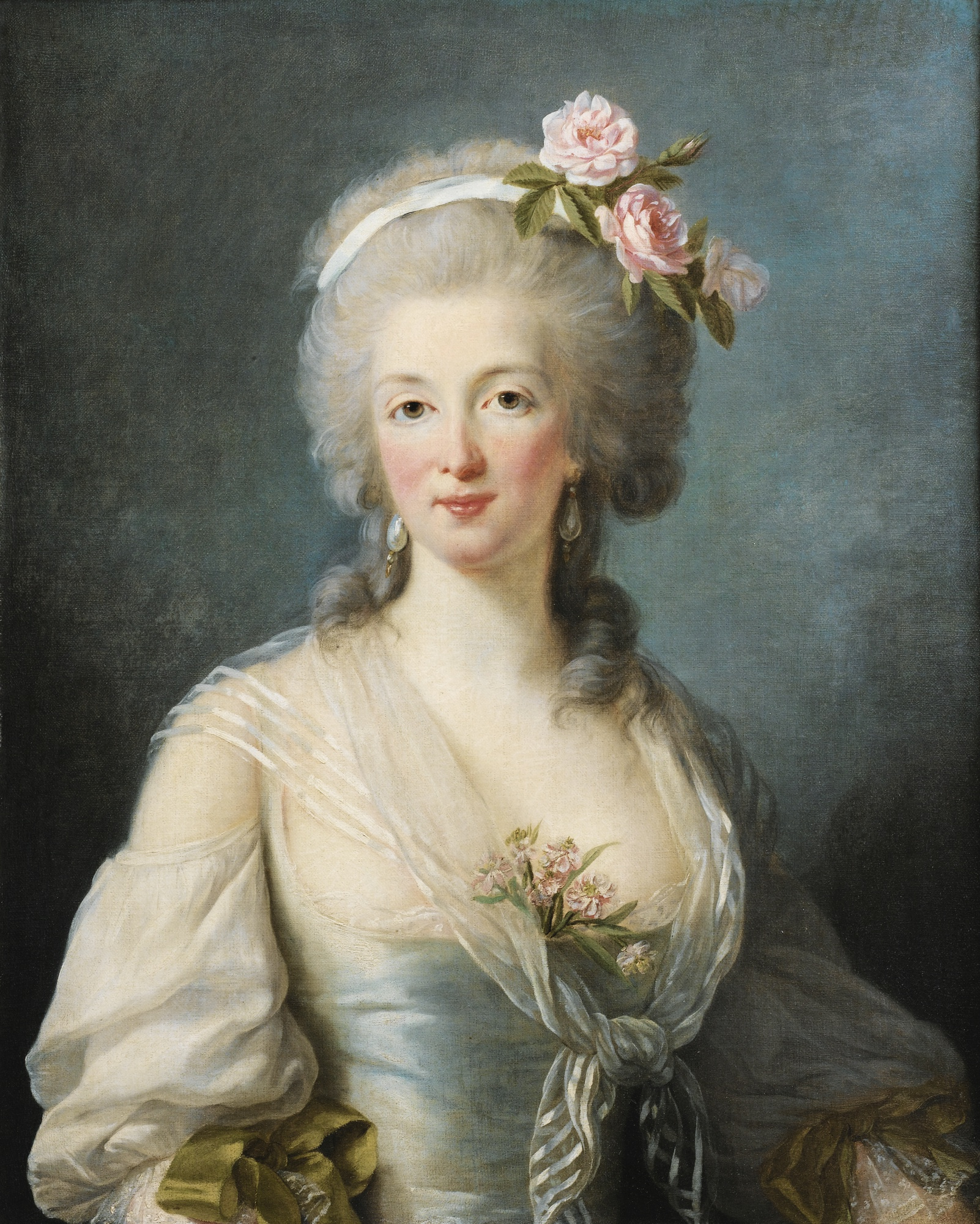
La comtesse de la Motte (1756-1791), célèbre escroc, locataire au no 10
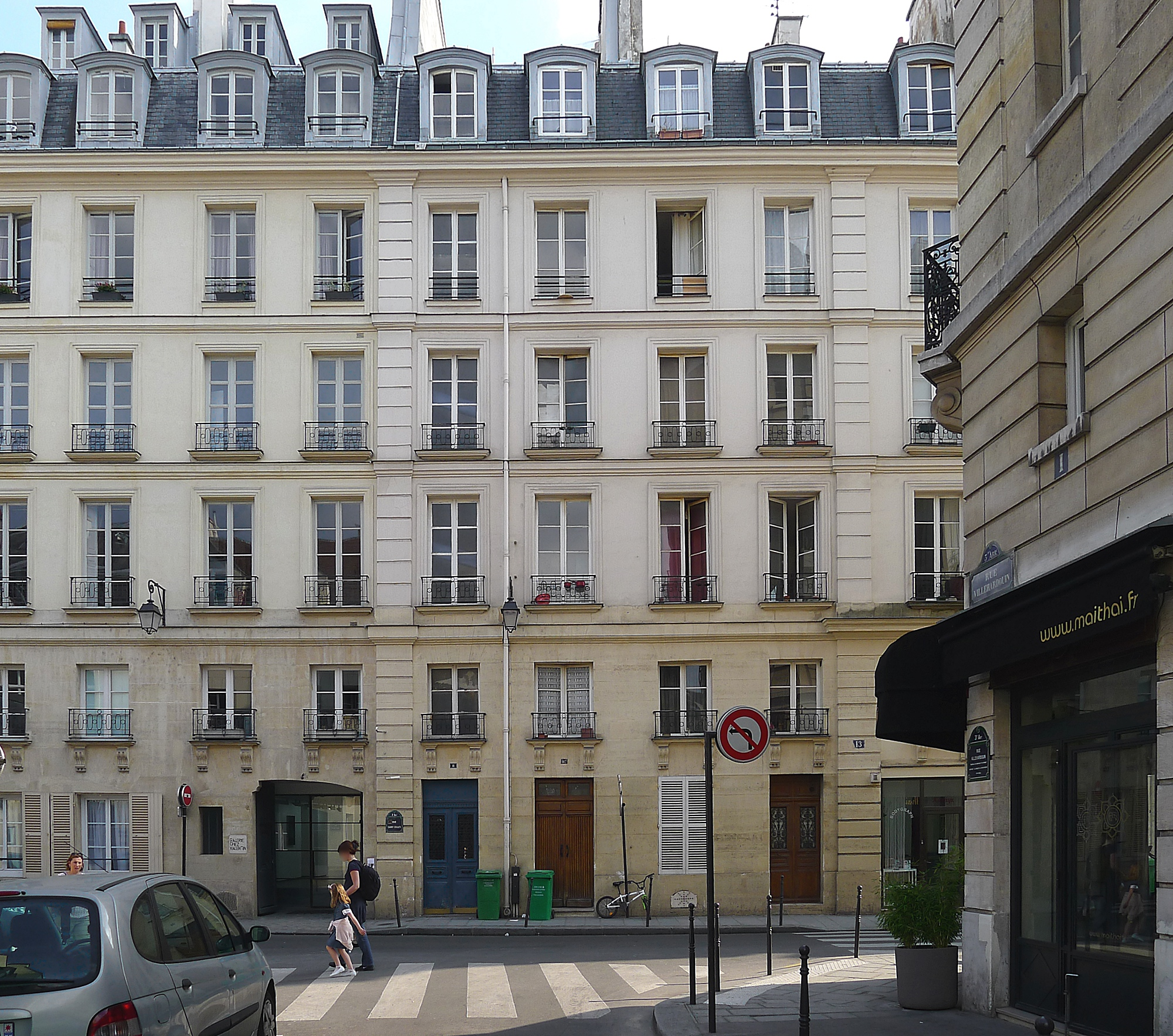
Nos 11, 11 bis et 13, vus de la rue Villehardouin.
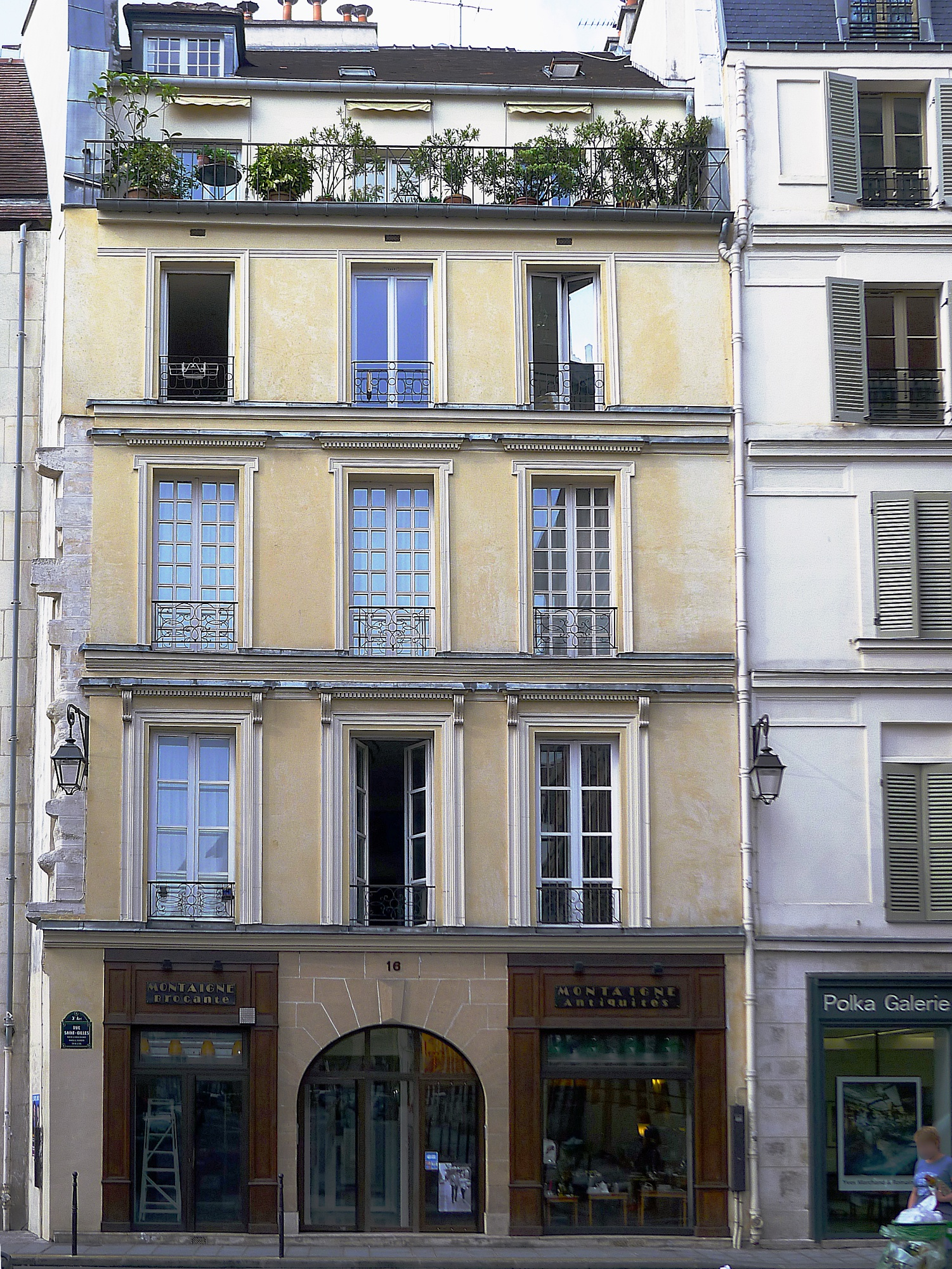
No 16, vu de la rue de Béarn.
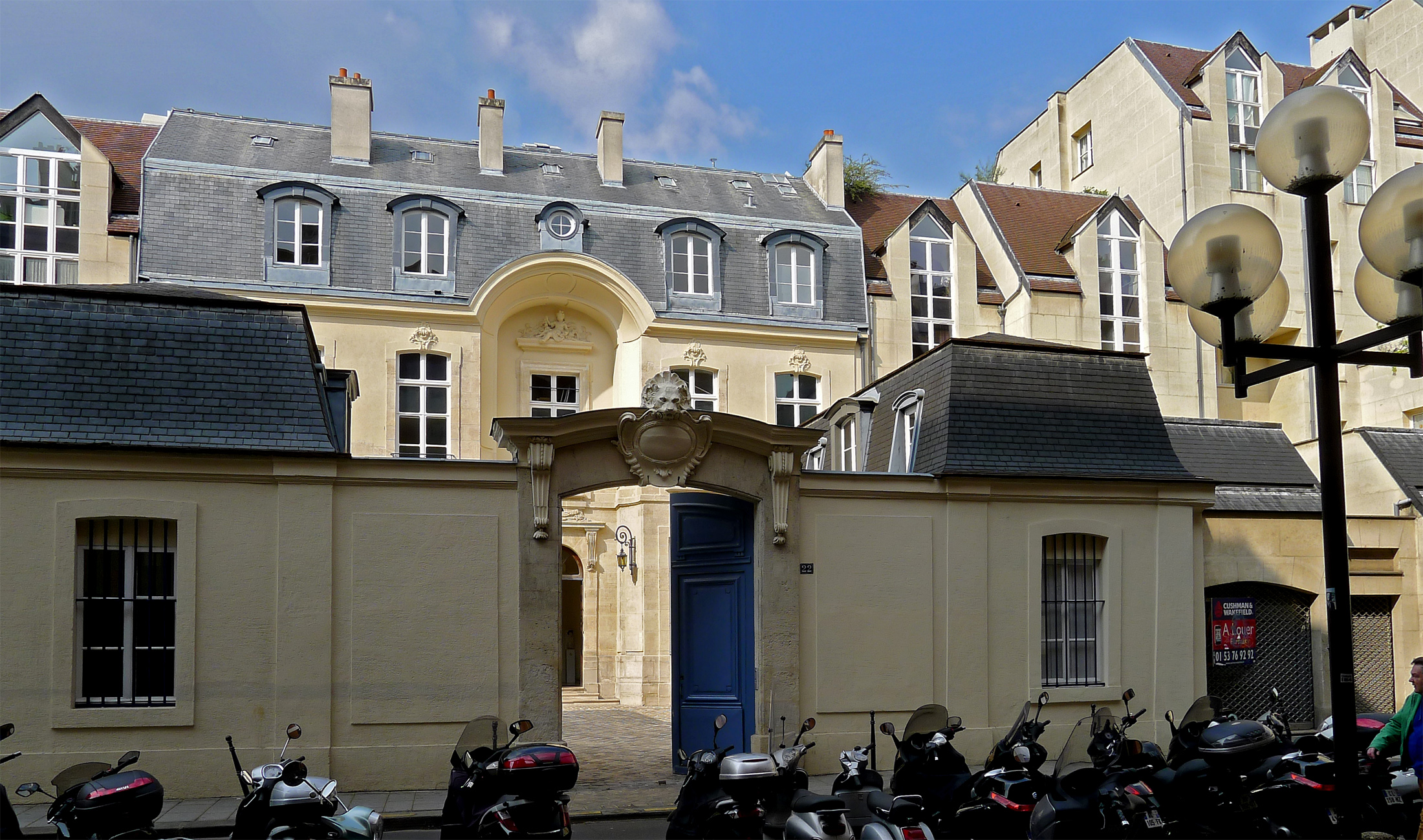
No 22, l'hôtel Delisle-Mansart.